# Бушке, Абрам
Абрам Бушке (27 сентября 1868[…], Накло-над-Нотецён, провинция Позен — 25 февраля 1943, Терезиенштадт) — немецкий дерматолог еврейского происхождения, выявил ряд заболеваний, названных его именем.
Был депортирован нацистами и умер в концлагере Терезиенштадт.

## Биография
Родился 27 сентября 1868 года в городе Накель на Нетце в Пруссии (ныне Накло-над-Нотецён, Польша). Родители — Юлий Бушке, Ева Бернштейн. Отец занимался торговлей.
В 1891 получил в Берлине степень доктора и работал в медицине. В 1900 году женился на Эрне Френкель.
4 ноября 1942 года был вместе с женой депортирован в концлагерь Терезиенштадт в Богемии, где и умер 25 февраля 1943 года.

## Профессиональная карьера
До 1894 года был ассистентом хирурга в клинике Генриха Гельфериха в Грайфсвальде, с 1895 по 1897 годы он работал ассистентом в дерматологической клинике у Альберта Нейссера в Бреслау, а затем до 1904 года — у Эдмунда Лессера в Берлине.
С 1905 до 1906 года руководил дерматологическим отделением больницы Ам Урбан в Берлине, а затем c 1906 с 1906 года — в новом отделении на 400 мест в больнице имени Рудольфа Вирхова.

## Научный вклад
В 1926 году вместе с Мартином Гумпертом опубликовал предложения по лечению сифилиса у детей. Его именем названы склередема Бушке, ассоциированная с диабетом, опухоль Бушке-Лёвенштайна, синдром Бушке-Оллендорфа.
В 1894 вместе с Отто Буссе они описали болезнь, вызываемую дрожжевыми грибами Cryptococcus neoformans. Иногда её называют болезнью Бушке — Буссе. Автор более 250 научных статей.